# Białaczka szpikowa
Białaczka szpikowa (łac. myelosis leukaemica; ang. myeloid leukemia) – rodzaj białaczki wywodzącej się ze szpiku kostnego.
Rodzaje:
- ostra białaczka szpikowa
- przewlekła białaczka szpikowa

Przeczytaj ostrzeżenie dotyczące informacji medycznych i pokrewnych zamieszczonych w Wikipedii.